# Apfelbeckia albanica
Apfelbeckia albanica är en mångfotingart som beskrevs av Karl Wilhelm Verhoeff 1941. Apfelbeckia albanica ingår i släktet Apfelbeckia och familjen Schizopetalidae. Inga underarter finns listade i Catalogue of Life.